# Metriotracheloides regularis
Metriotracheloides regularis is een keversoort uit de familie bladrolkevers (Attelabidae). De wetenschappelijke naam van de soort werd in 1986 gepubliceerd door Ter-Minassian.